# حامد خان أشكزي
حامد خان أشكزي (بالبشتوية: حامد خان اڅکزی)‏؛ (بالأردوية: حامد خان اچکزئی)‏ سياسي باكستاني من بلوشستان ينتمي إلى حزب عوامي باختونخوا ميلي. وهو نجل الزعيم الوطني البشتوني عبد الصمد خان أشكزي. شقيقه الأكبر محمد خان أتشكزي هو حاكم بلوشستان السابق، وشقيقه الآخر محمود خان سياسي مخضرم.
في الانتخابات العامة لعام 1993 انتُخب حامد خان في الجمعية الوطنية الباكستانية حتى عام 1996. كما أصبح فيما بعد عضوًا في مجلس محافظة بلوشستان عام 1999. ابن أخيه عبد المجيد خان أشكزي هو سياسي أيضًا، وكان عضوًا في مجلس محافظة بلوشستان من عام 2002 إلى عام 2007.